# Rymdblomma
Rymdblomma är ett musikalbum från 1989 av Thomas Di Leva. Skivan är utgiven av Warner Music Group, WEA, och producerad av Kaj Erixon. Albumets titel blev sedermera ett vanligt smeknamn eller association till Thomas Di Leva själv.
Stora delar av materialet till skrivan skrevs vid sjön Loch Ness i Skottland. Spåret "Vi har bara varandra" skrevs i Gävle efter Loch Ness-vistelsen och 2012 blev det titelspåret till samlingsskivan Vi har bara varandra som släpptes när Di Leva firade trettio år som artist.

## Låtlista
| Nr | Titel                | Längd |
| -- | -------------------- | ----- |
| 1. | Ber om ljus          | 5:38  |
| 2. | Du vet               | 5:17  |
| 3. | Om du vore här nu    | 4:45  |
| 4. | Hon sprang vilse     | 5:06  |
| 5. | Blunda och se        | 5:04  |
| 6. | Jag älskar dig       | 5:00  |
| 7. | Vi har bara varandra | 4:59  |
| 8. | Alla vill ha         | 5:41  |
| 9. | Läk min själ         | 4:59  |

## Medverkande
- Mats Ronnerstam - Bas
- Thomas Di Leva - Sång, bas, gitarr, klaviatur
- Raymond King - Cello
- Bjarne Zan - Gitarr
- Jonas Axmark - Gitarr
- Kristoffer Wallman - Klaviatur
- Catarina Svensk - Kör
- Gabriella Näsholm - Kör
- Kent Gillström - Kör
- Sven Facit - Kör
- Trulsa - Kör
- Johan Vävare - Percussion, synthesizer
- Peter Korhonen - Trummor
- Jon Rekdal - Trumpet

## Listplaceringar
| Lista (1989) | Placering |
| ------------ | --------- |
| Sverige      | 7         |